# 阮德坚
阮德坚（1964年—）越南河内人，越南金融巨头、企业家、商人。

## 生平
阮德坚早年毕业于越南军事技术大学。此后，他在越南国家服装纺织公司任职将近十年。1994年，阮德坚和朋友一起创建了亚洲商业银行，这家银行很快就成了越南非国有商业银行中的第一名，截至2012年为越南第四大银行。后来，亚洲商业银行对其他银行进行了投资。阮德坚还曾任河内足球俱乐部主席。阮德坚对旅游业、服装业均深感兴趣。2011年，阮德坚被越南商业杂志授予“年度企业家”称号。阮德坚曾任越南第十二届国会副主席，任至2011年7月卸任。据越南每日快讯网站（VnExpress）报道，阮德坚家族2011年是越南最富裕的30个家族之一。
2012年8月20日，阮德坚因涉嫌多起非法交易而被越南警方逮捕。越南国家银行行长阮文平随后表示，阮德坚下属的三家公司（B&B贸易投资股份有限公司、ACB河内投资股份有限公司、亚洲河内金融投资公司）被指控从事不正当交易。调查人员于8月20日晚间在阮德坚位于河内的家里进行搜查，查获了一部分涉案文件。
阮德坚被捕引发越南金融市场大幅震荡。8月21日上午，胡志明市证券交易所交易指数下跌15.24点，跌幅3.49%；河内证券交易所交易指数下跌3.01点，跌幅4.26%。8月21日中午，越南国家银行行长阮文平表示，阮德坚仅为亚洲商业银行创始人中的一位，其被捕同亚洲商业银行无直接联系，请亚洲商业银行储户放心。越南国家银行已令相关部门确保亚洲商业银行的流动性资金，避免亚洲商业银行储户大规模挤兑。亚洲商业银行副总经理兼发言人阮清隧也表示，阮德坚被捕“只是其个人问题。”“阮德坚已经不再是最主要的股东，只持有5%的公司股票。”阮清隧声称，阮德坚被捕不会影响亚洲商业银行的运作。